# Championnats d'Asie de judo 1970
 (février 2024).
Si vous disposez d'ouvrages ou d'articles de référence ou si vous connaissez des sites web de qualité traitant du thème abordé ici, merci de compléter l'article en donnant les références utiles à sa vérifiabilité et en les liant à la section « Notes et références ».
Navigation
Édition précédente Édition suivante
Les championnats d'Asie de judo 1970, deuxième édition des championnats d'Asie de judo, ont eu lieu en mai 1970 à Kaohsiung, à Taïwan.